# Земетресение в Агадир (1960)
Земетресението в Агадир е усетено в 23:40 вечерта на 29 февруари 1960.
То е с магнитуд 5,7 по скалата на Рихтер и е най-смъртоносното и разрушително земетресение в историята на Мароко. Жертвите наброяват около 15 000 (около 1/3 от населението на Агадир по това време), а 12 000 други са ранени. Поне 35 000 души остават без домове.
Два дни след земетресението градът е евакуиран за да се избегне разразяването на зарази. Агадир е пострен отново на 3 km на юг от старото му място.